# Salvator Mundi (Leonardo da Vinci)
Salvator Mundi es una pintura de Cristo como Salvator Mundi («Cristo como salvador del mundo») atribuida a Leonardo da Vinci, datada en torno al año 1500. Ha sido atribuida también, entre otros, a Bernardino Luini y a Giovanni Antonio Boltraffio. La pintura muestra a Cristo, con un vestido renacentista, impartiendo la bendición con la mano derecha mientras sostiene una esfera de roca cristalina en su mano izquierda, imagen de la esfera celestial con la que era simbolizado su papel como salvador del mundo y maestro del cosmos. Alrededor de otras veinte versiones de la obra son conocidas y se atribuyen a estudiantes y seguidores de Leonardo.
Se cree que es una copia, velada con repintes, de un original perdido. Fue redescubierta en 2005, restaurada e incluida en una importante exposición de Leonardo en la National Gallery 
de Londres, en 2011-2012. Varios destacados estudiosos lo han considerado desde entonces como una obra original de Leonardo da Vinci, aunque esta atribución ha sido cuestionada por otros especialistas.
La pintura sería una de las veinte obras conocidas de Leonardo y, de ser autógrafa, la única que permanece en manos privadas. La pintura fue vendida en subasta por Christie's en Nueva York, el 15 de noviembre de 2017 por 450 312 500 USD, convirtiéndose en la pintura más cara jamás vendida. Tras su adquisición la pintura no ha vuelto a ser expuesta y se ha mantenido oculta por sus propietarios. Kenny Schachter, en 2019 apuntó que se encontraba en una de las cubiertas del yate de lujo Serene, propiedad de Mohamed bin Salmán, príncipe heredero de Arabia Saudita, el supuesto comprador. En 2019, la monarquía saudita pidió al presidente francés Emmanuel Macron y al Museo del Louvre exponer el Salvator Mundi junto a la Gioconda, con el fin de lograr el reconocimiento de la cuestionada autoría de la obra por los especialistas del Louvre. Según informes de France 5, Macron se negó rotundamente.

## Redescubrimiento y restauración
En 2005, la pintura fue adquirida por menos de 10 000 dólares (8 450 euros) en una venta inmobiliaria en Nueva Orleans por un consorcio de distribuidores de arte que incluía a Robert Simon, especialista en viejos maestros. La pintura estaba muy sobrepintada, por lo que parecía una copia, y antes de su restauración se la describió como "un naufragio, oscura y tenebrosa".
El consorcio creía que existía la posibilidad de que la aparente falta de calidad de la obra se debiese a un exceso de repintes, y que pudiera ser el original perdido de da Vinci. Pasaron los años siguientes haciendo restaurar la pintura por Dianne Dwyer Modestini en la Universidad de Nueva York y autenticarla como una pintura de Leonardo. Desde noviembre de 2011 hasta febrero de 2012, el cuadro fue expuesto en la National Gallery de Londres como obra de Leonardo da Vinci. El último Leonardo descubierto fue la Madona Benois, encontrada en 1909.
En mayo de 2013, el marchante suizo Yves Bouvier compró la pintura por un poco más de 75 millones de dólares estadounidenses (en una venta privada realizada por Sotheby's, Nueva York). El cuadro fue vendido al coleccionista ruso Dmitry Rybolovlev por US$127,5 millones. Esta venta creó una disputa legal entre Rybolovlev y Bouvier, supuestamente porque el marchante había engañado a su cliente inflando el coste de la obra para ganar un beneficio mayor.
Se exhibió en Hong Kong, Londres, San Francisco y Nueva York en 2017, y luego se subastó en Christie's en noviembre de 2017. En una estrategia de marketing muy audaz, el cuadro se incluyó en una subasta de arte contemporáneo y no de viejos maestros como hubiese sido preceptivo; ello contribuyó a que la cita captase una atención aún mayor por parte de la prensa y de los coleccionistas más potentados. Finalmente se adjudicó por $450 312 500, un nuevo precio récord para una obra de arte (precio final en el cual se dio el golpe de martillo $400 millones más $50,3 millones en honorarios). El comprador no fue revelado. El precio más alto que se pagó anteriormente por una obra de arte en subasta fue para Mujeres de Argel de Pablo Picasso, que se vendió por 179,4 millones de dólares en mayo de 2015 en Christie's New York. El cuadro Intercambio de Willem de Kooning fue comprado en forma privada por $300 millones en septiembre de 2015 por la Fundación David Geffen a Kenneth C. Griffin, administrador de fondos de cobertura; anteriormente el precio de venta más alto conocido por cualquier obra de arte.

## Atribución
En 2011, por decisión consensuada, facilitada por el director de la National Gallery Nicholas Penny, se confirmó la atribución de Leonardo da Vinci. En julio de 2011, el representante de publicidad de los propietarios y la National Gallery publicaron sendos comunicados de prensa en los que anunciaban oficialmente el "nuevo descubrimiento".
Una vez limpiado y restaurado, el cuadro fue comparado con otras veinte versiones de Salvator Mundi, y encontrado superior a ellas fue expuesto por la The National Gallery de Londres durante el Leonardo da Vinci: Pintor en la Corte de Milán desde noviembre de 2011 a febrero de 2012. Varios rasgos de la pintura han dado lugar a la atribución positiva: varios pentimento son evidentes, sobre todo la posición del pulgar derecho. El efecto Esfumato del rostro —evidentemente logrado en parte manipulando la pintura con el talón de la mano— es típico de muchas obras de Leonardo. La forma en que se han manejado los anillos de pelo y el nudo a través de la estola también se ve como indicativo del estilo de Leonardo. Además, los pigmentos y el panel de nogal sobre los que se ejecutó la obra coinciden con otras pinturas de Leonardo. Además, las manos de la pintura son muy detalladas, algo que es conocido por Leonardo: diseccionaba las extremidades del difunto para estudiarlas y hacer que las partes del cuerpo fueran extremadamente vivas.
Uno de los principales expertos del mundo en Leonardo, Martin Kemp, quien ayudó a autenticar la obra, dijo que inmediatamente después de ver la pintura restaurada supo que era obra de Leonardo: "Tenía esa clase de presencia que tiene las obras de Leonardo... esa extraña rareza que manifiestan las pinturas de Leonardo". De las partes mejor conservadas, como el cabello, Kemp apunta: "Tiene ese tipo de vórtice extraño, como si el cabello fuera una sustancia viva, movible o como el agua, que es lo que Leonardo dijo que era el cabello".

Martin Kemp escribió:
However skilled Leonardo's followers and imitators might have been, none of them reached out into such realms of "philosophical and subtle speculation". We cannot reasonably doubt that here, we are in the presence of the painter from Vinci.
Traducción del mensaje de Martin Kemp:
Por muy hábiles que pudieran haber sido los seguidores e imitadores de Leonardo, ninguno de ellos se metió en tales ámbitos de "especulación filosófica y sutil". No podemos dudar razonablemente de que aquí estamos en presencia del pintor de Vinci.
Walter Isaacson en su biografía de Leonardo escribió que el orbe que Cristo está sosteniendo no corresponde a la forma en que un orbe se vería de manera realista:
In one respect, it is rendered with beautiful scientific precision, but Leonardo failed to paint the distortion that would occur when looking through a solid clear orb at objects that are not touching the orb. Solid glass or crystal, whether shaped like an orb or a lens, produces magnified, inverted, and reversed images. Instead, Leonardo painted the orb as if it were a hollow glass bubble that does not refract or distort the light passing through it.
Traducción del mensaje de Walter Isaacson:
En un sentido, se representa con una hermosa precisión científica, pero Leonardo no pintó la distorsión que ocurriría al mirar a través de un orbe sólido y claro hacia objetos que no están tocando el orbe. El vidrio o cristal sólido, ya sea en forma de esfera o de lente, produce imágenes ampliadas, invertidas y al revés. En cambio, Leonardo pintó el orbe como si fuera una burbuja de vidrio que no refracta o distorsiona la luz que pasa a través de ella.
Isaacson cree que esta fue "una decisión consciente por parte de Leonardo", y especula que o bien Leonardo sintió que una representación más precisa sería una distracción, o bien que "él trataba sutilmente de impartir una cualidad milagrosa a Cristo y a su orbe".

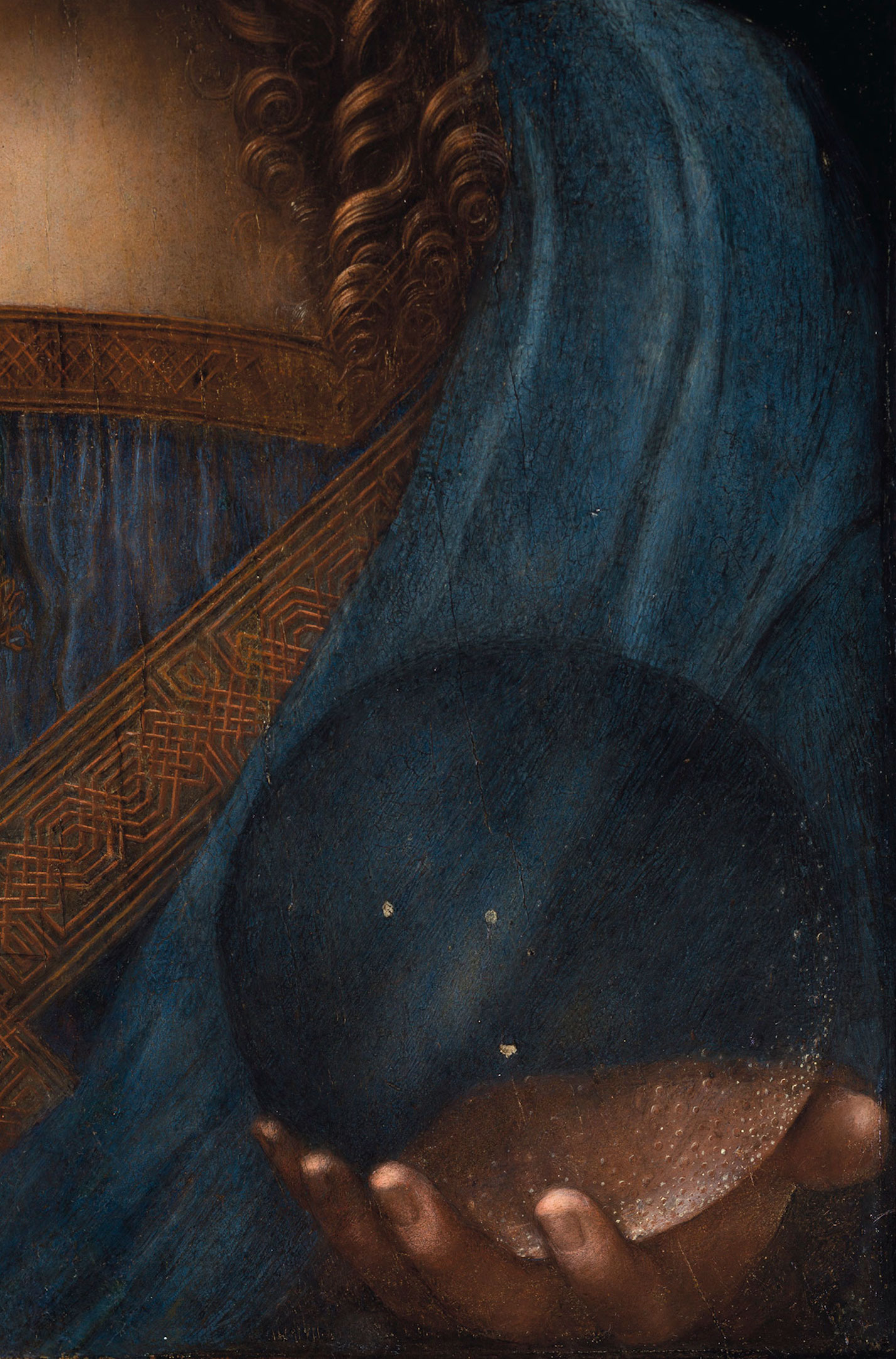
Detalle de la mano izquierda y la esfera de cristal.

Kemp, por otra parte, dice que el doble contorno del talón de la mano que sostiene la esfera —que el restaurador describió como un pentimento— es una representación precisa de la refracción producida por una esfera de calcita (o cristal de roca). Kemp observa además evidencia que apoya la naturaleza sólida del orbe, citando "brilla con una serie de inclusiones internas (o bolsas de aire)" visibles en el 'interior' del orbe. Kemp señala que la doble refracción es típica del tipo producido por una esfera de calcita transparente. Ninguno de los copistas había notado o reproducido esta esfera cristalina con doble refracción.
Otras versiones o copias de Salvator Mundi a menudo retratan un orbe esférico sólido de latón, globo terráqueo o globus cruciger. Ocasionalmente, parecen estar hechas de vidrio translúcido o muestran paisajes dentro de ellos. La pintura de Leonardo, dice Kemp, tiene "una asombrosa serie de pequeñas aberturas relucientes —son como burbujas, pero no son redondas— pintadas muy delicadamente, con solo un toque de impasto, un toque de oscuridad y estas pequeñas cosas relucientes, particularmente alrededor de la parte donde se obtienen los reflejos de la espalda". Estos son los rasgos característicos del cristal de roca. Leonardo era un ávido experto en cristal de roca. Se le había pedido que evaluara los jarrones que Isabel de Este había pensado comprar, y admiraba mucho las propiedades del mineral. (Isabel de Este ha sido propuesta como candidata plausible para el tema de la Mona Lisa de Leonardo).
Iconográficamente, la esfera de cristal se relaciona con los cielos. En la cosmología ptolemaica, las estrellas fueron incrustadas en una esfera cristalina celeste fija (compuesta de éter), con la Tierra esférica en el centro del universo. "Así que lo que tienes en el Salvator Mundi", dice Kemp,"es realmente "un salvador del cosmos", y esta es una transformación muy leonardesca".

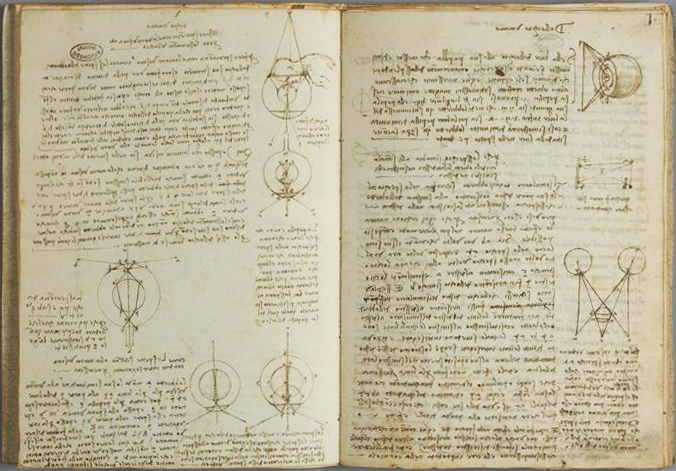
Leonardo da Vinci, París Manuscrito D, 1508-09.

Otro aspecto del cuadro de Leonardo que Kemp estudió fue la profundidad de campo, o enfoque superficial. La mano de la bendición de Cristo parece estar en un enfoque agudo, mientras que su rostro —aunque alterado o dañado hasta cierto punto— está en un enfoque suave. El manuscrito D de Leonardo de 1508-1509, exploró teorías de la visión, la óptica del ojo y teorías relacionadas con las sombras, la luz y el color. En Salvator Mundi, el artista puso deliberadamente énfasis en partes del cuadro por encima de otras. Los elementos en primer plano se ven con un sentido de enfoque, mientras que los elementos más alejados están apenas enfocados, como los sujetos se enfrentan. El manuscrito D muestra que Leonardo estaba investigando este fenómeno en particular a principios de siglo. Combinados, los aspectos intelectuales, los aspectos ópticos y el uso de minerales semipreciosos son distintivos de las obras de Leonardo.
"Hay un consenso extraordinario de que es por Leonardo", dijo el antiguo copresidente de las pinturas maestras antiguas en Christie' s, Nicholas Hall:"Este es el cuadro maestro más importante que se ha vendido en subasta en mi vida".
Christie's enumeró las maneras en que los eruditos confirmaron la atribución a Leonardo da Vinci:

Las razones para el consenso erudito, extraordinariamente uniforme, de que la pintura es una obra autógrafa de Leonardo son varias, entre las que se incluyen la relación anteriormente mencionada de la pintura con los dos dibujos preparatorios autógrafos del castillo de Windsor; su correspondencia con la composición del "Salvator Mundi" documentada en el grabado de Wenceslaus Hollar de 1650; y su evidente superioridad con respecto a las más de 20 versiones pintadas conocidas de la composición.

Además, la extraordinaria calidad del cuadro, especialmente evidente en sus áreas mejor conservadas, y su estrecha adherencia en el estilo a las conocidas pinturas de Leonardo de alrededor del 1500, refuerza este consenso.

### Detalles y estudios
| |
| Detalle del rostro de Cristo. La limpieza excesiva resultó en abrasión sobre la pintura entera, especialmente en el rostro y pelo de Cristo. |

| |
| Evidencia de la autoría de Leonardo: pentimento (arte), o refracción contorneada doble, visible en la palma de la mano izquierda a través del orbe transparente. |

| |
| Sobre el ojo izquierdo del sujeto (derecha), hay marcas visibles que Leonardo hizo para suavizar la carne con el talón de su mano. |

| |
| Las manos de Cristo, los rizos de sus cabellos y las cortinas están bien conservadas, cerca de su estado original. |

|                                                            |
| Un estudio de telas para Salvator Mundi, Royal Collection. |

|                                                            |
| Un estudio de telas para Salvator Mundi, Royal Collection. |

## Descripción
La pintura muestra a Cristo como rey y salvador del mundo; se representa de frente, sosteniendo una esfera transparente que simboliza la totalidad del cosmos, esto es, la esfera de las estrellas fijas que es lo máximo a lo que alcanza la vista humana. En otras versiones del cuadro, sostiene un globo terráqueo en lugar de la esfera. Con la otra mano, hace el gesto de la bendición latina.

### Estado de conservación
El estado de conservación de la obra es mediano, mejor en la parte inferior del cuadro. El rostro y la cabeza sufrieron muchos repintes. Lo más característico de Leonardo es la diestra que bendice, pintada en una vista escorzada y con el característico sfumato del maestro. Otras partes son más mediocres, producto quizá de la mala conservación y las restauraciones. La cabeza es rígida y algo desproporcionada, y su encaje con el tronco a través del cuello, poco convincente, cosa extraña en un artista consumado conocedor de la anatomía humana. Las vestiduras, de color azulado con ribetes de brocado de oro, muestran al Salvador, que aparece con una incipiente barba y larga cabellera rizada, con los atributos característicos de los emperadores, con dos bandas cruzadas sobre el pecho.

## Versiones y subastas
El Marqués de Ganay mantenía que la versión bajo su posesión desde 1911 era el original. Subastó la pintura en Sotheby's en 1999. Atribuido al "círculo de Leonardo", consiguió venderse por $332,500. Fue adquirido por un consorcio de marchantes de arte en 2005, y considerado como una obra original de Leonardo.
Una de las tradicionalmente consideradas como copia, redescubierta y restaurada en 2011, ha sido considerada por parte de los especialistas como la obra que más probablemente pudiera identificarse como el cuadro original, aunque tal extremo no es aceptado por todos. Figuró en la exposición "Leonardo da Vinci: Pintor en la Corte de Milán" del 9 de noviembre de 2011 al 5 de febrero de 2012 en la National Gallery de Londres.
El 15 de noviembre de 2017 fue subastada en Nueva York por un precio récord de 450,3 millones de dólares, convirtiéndose en la obra de arte más cara vendida en una subasta. La casa de subastas Christie's había estimado que la obra sería vendida por 100 millones de dólares.

## Galería

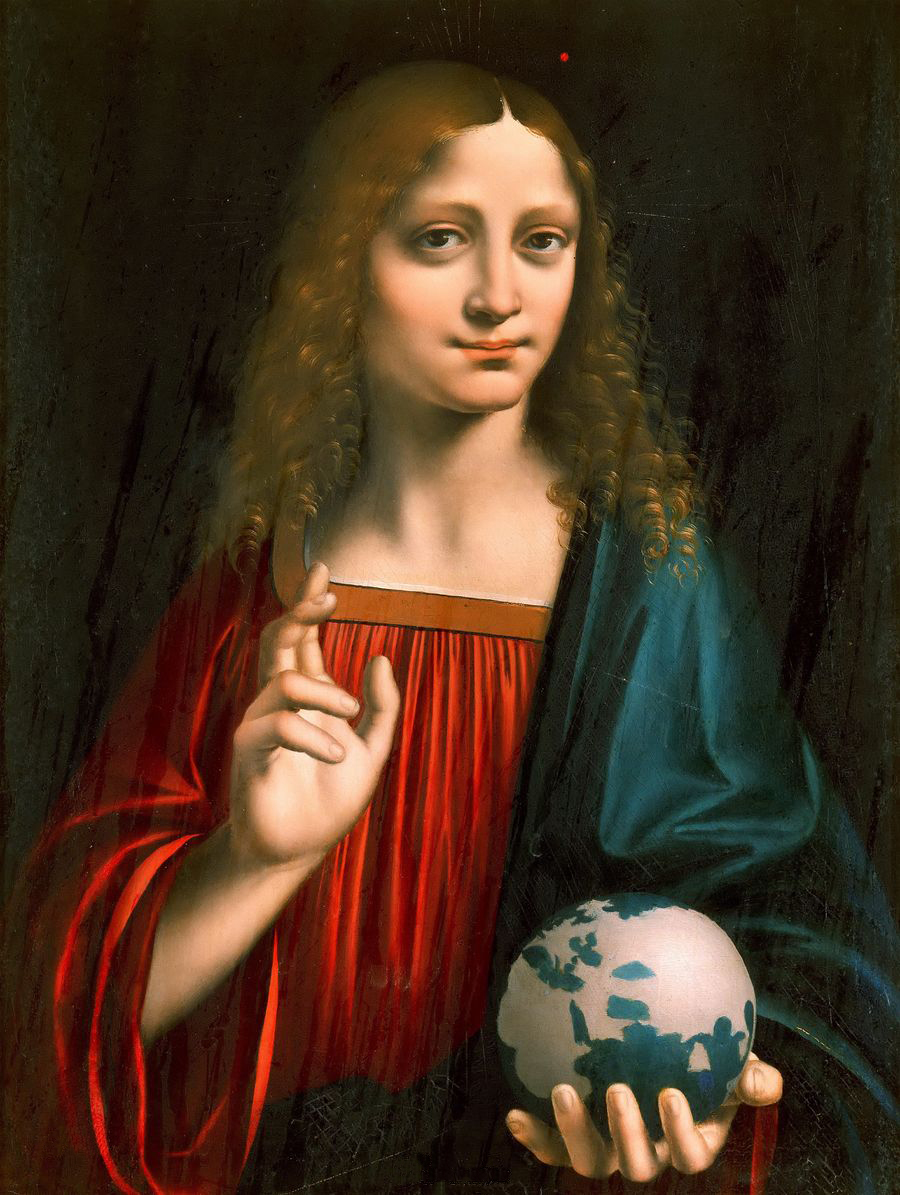
Versión de Marco d'Oggiono, ca. 1500.
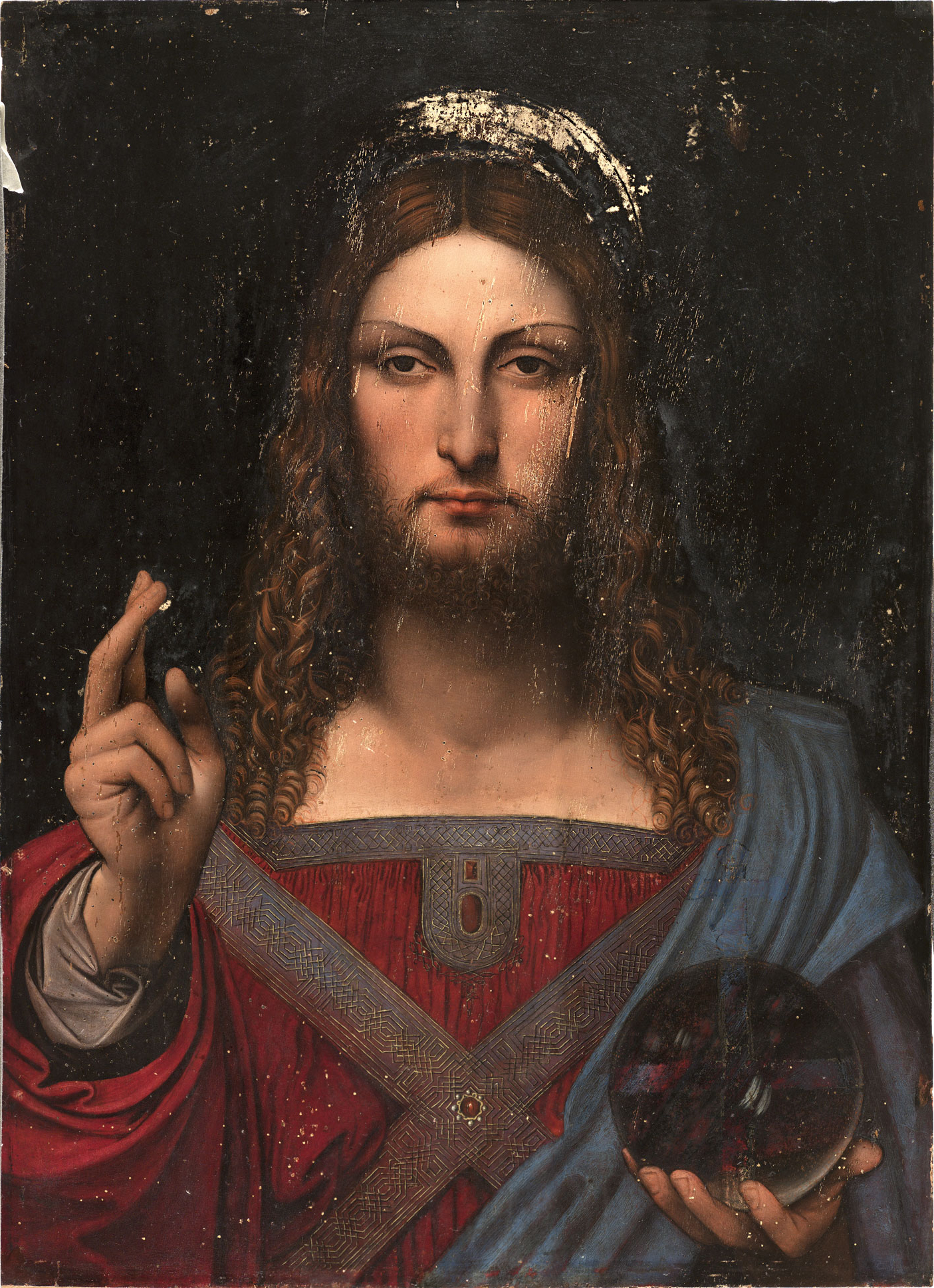
Versión atribuida a la escuela de Leonardo, antiguamente propiedad del marqués de Ganay.
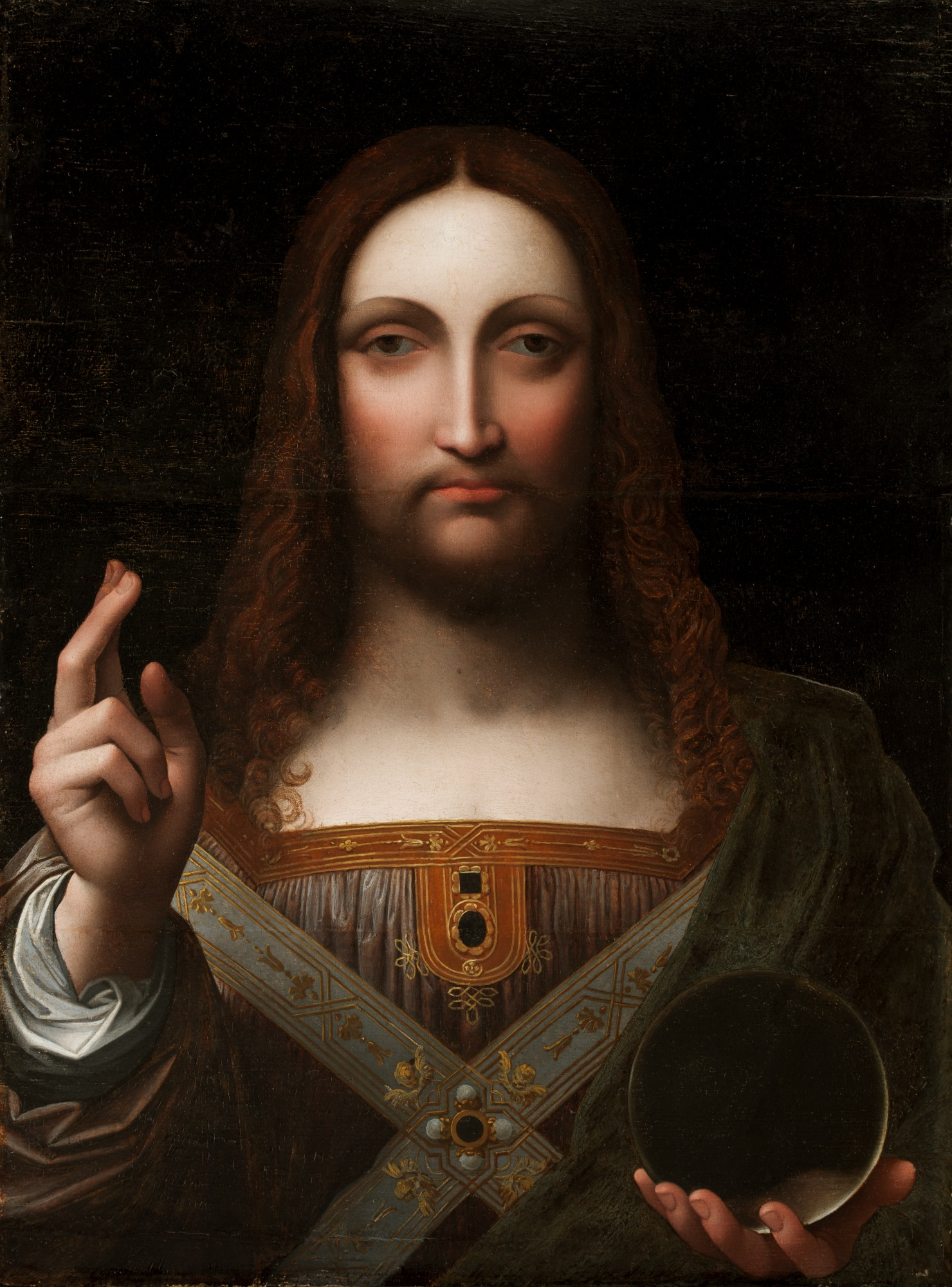
Giampietrino, Salvator Mundi, siglo XVI, Detroit Institute of Arts
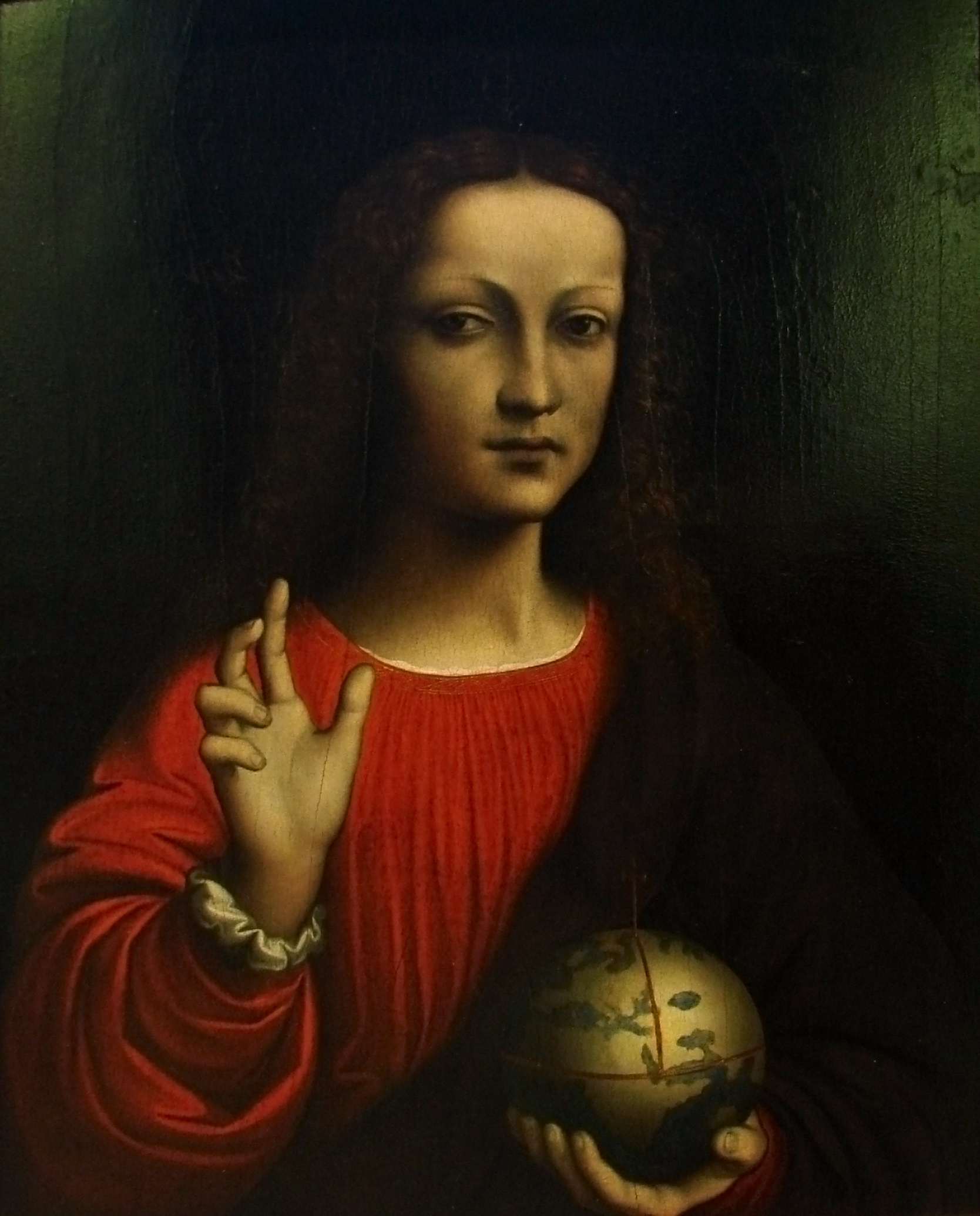
Versión atribuida a la escuela de Leonardo, actualmente en el Museo de Bellas Artes de Nancy.
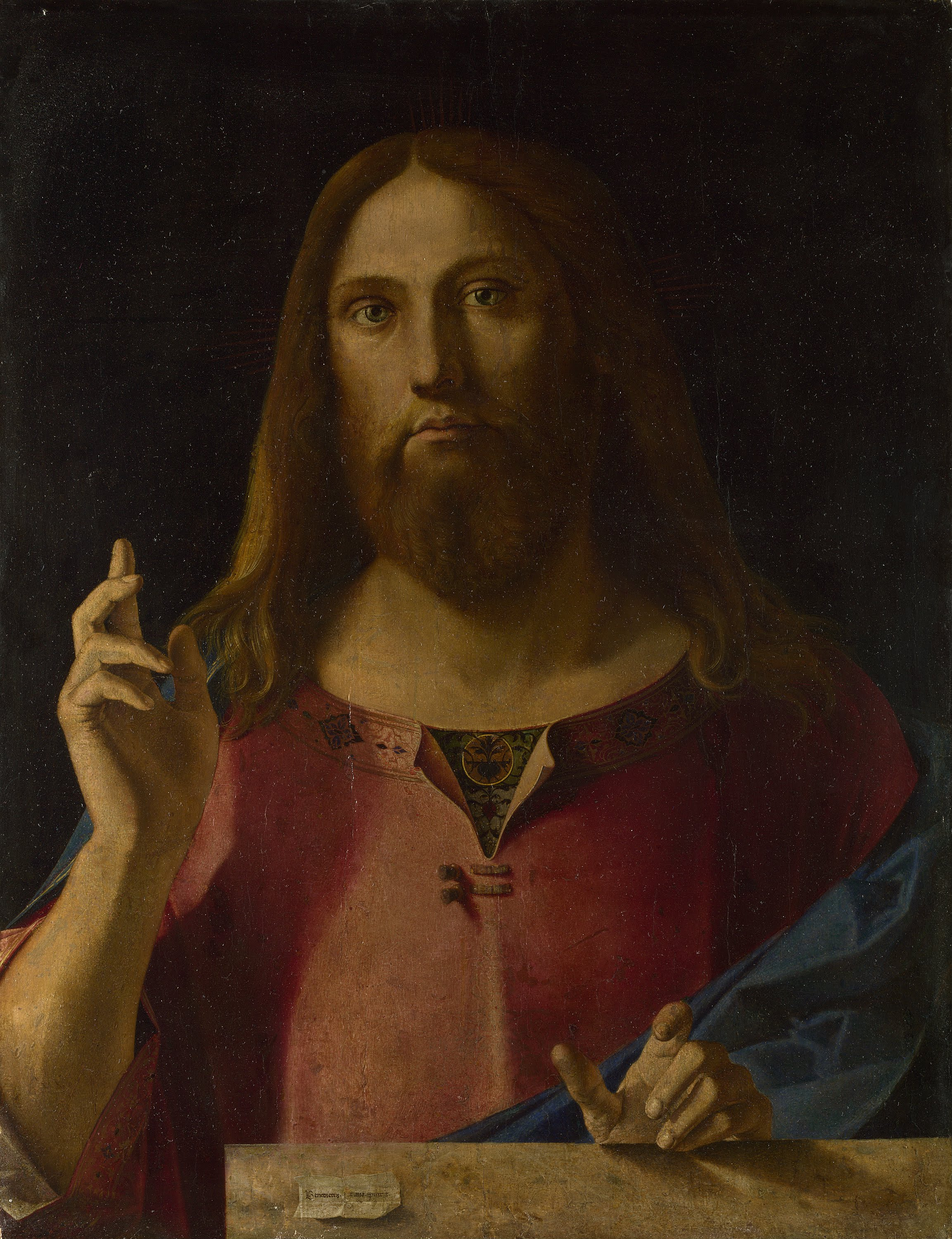
Benedetto Diana, Salvator Mundi (c. 1510 - c. 1520), National Gallery, Londres
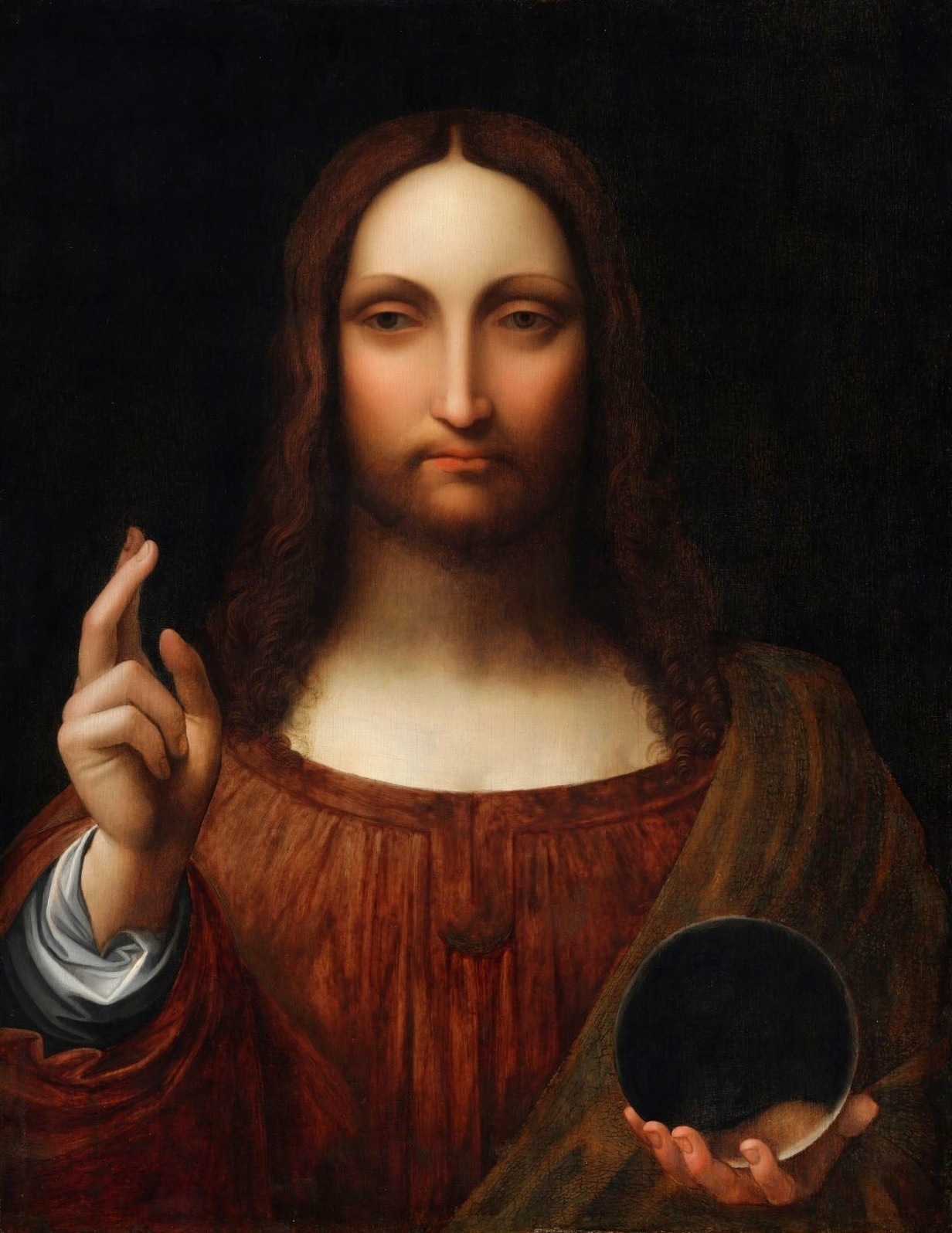
Cesare da Sesto (1516-17), copia contemporánea, Palacio de Wilanów, Varsovia
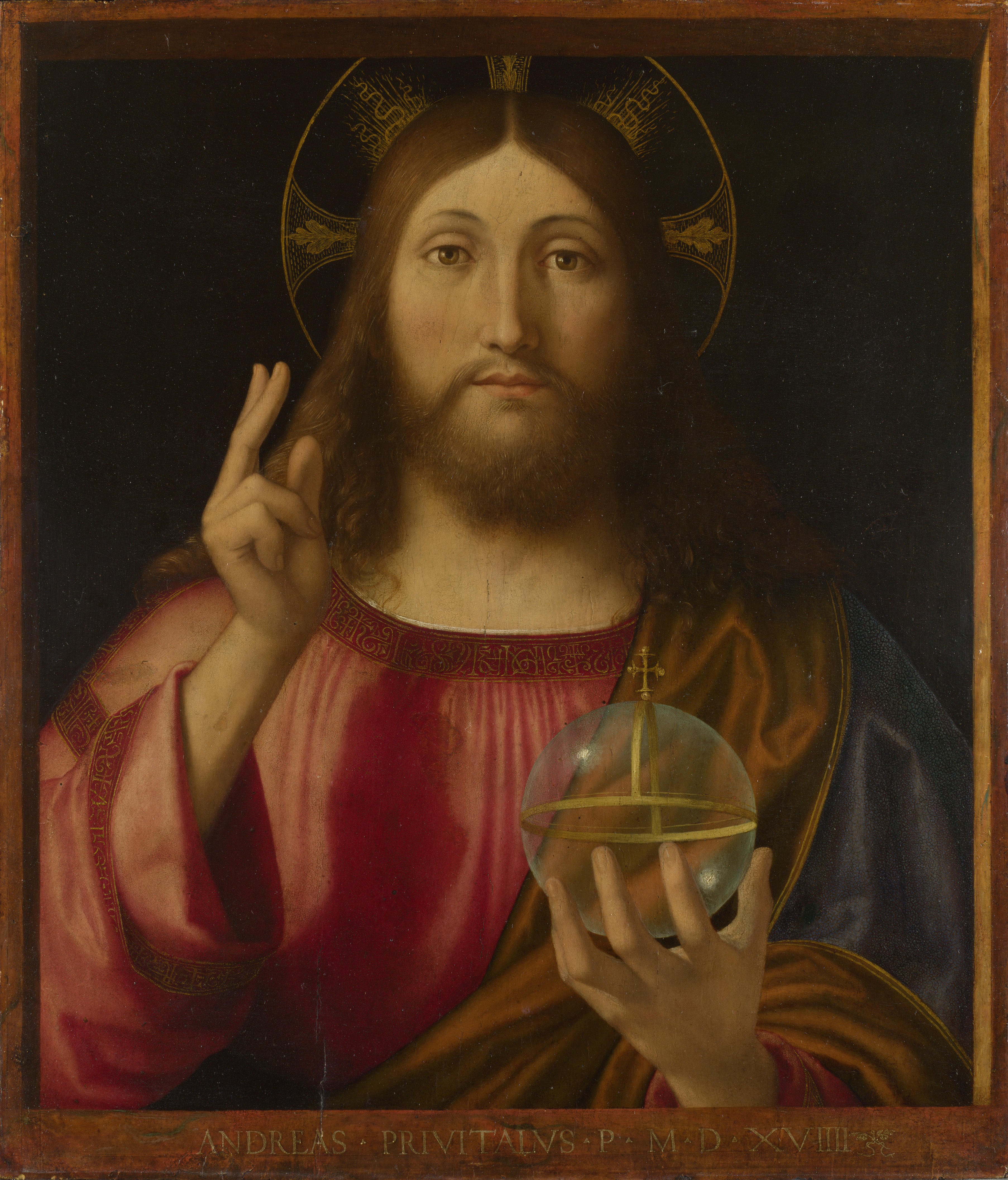
Andrea Previtali, Salvator Mundi (1519), National Gallery, Londres
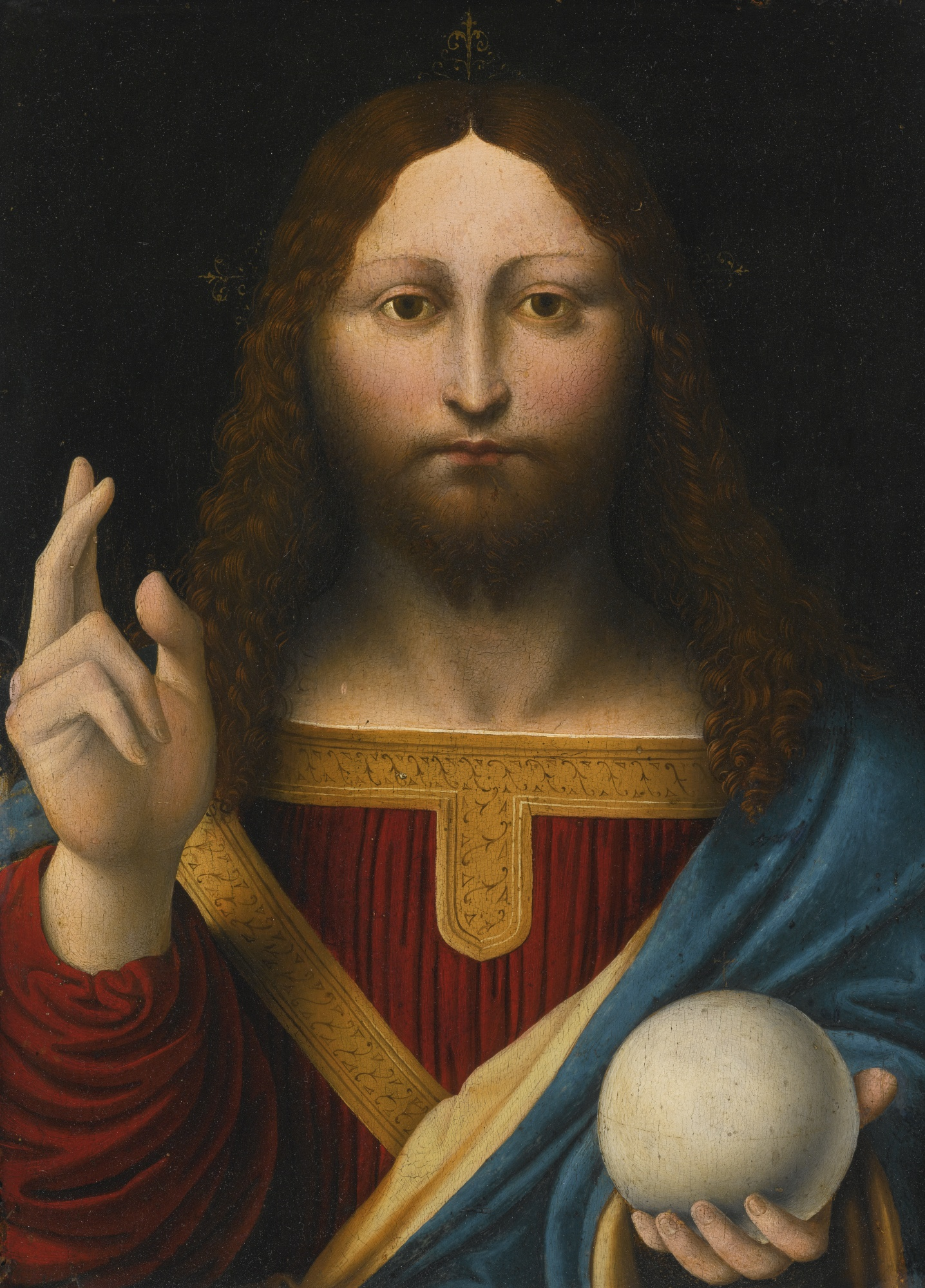
Seguidor lombardo de Leonardo da Vinci. Marco d'Oggiono(?) Sotheby's 29 de enero de 2016. Colección actualmente privada
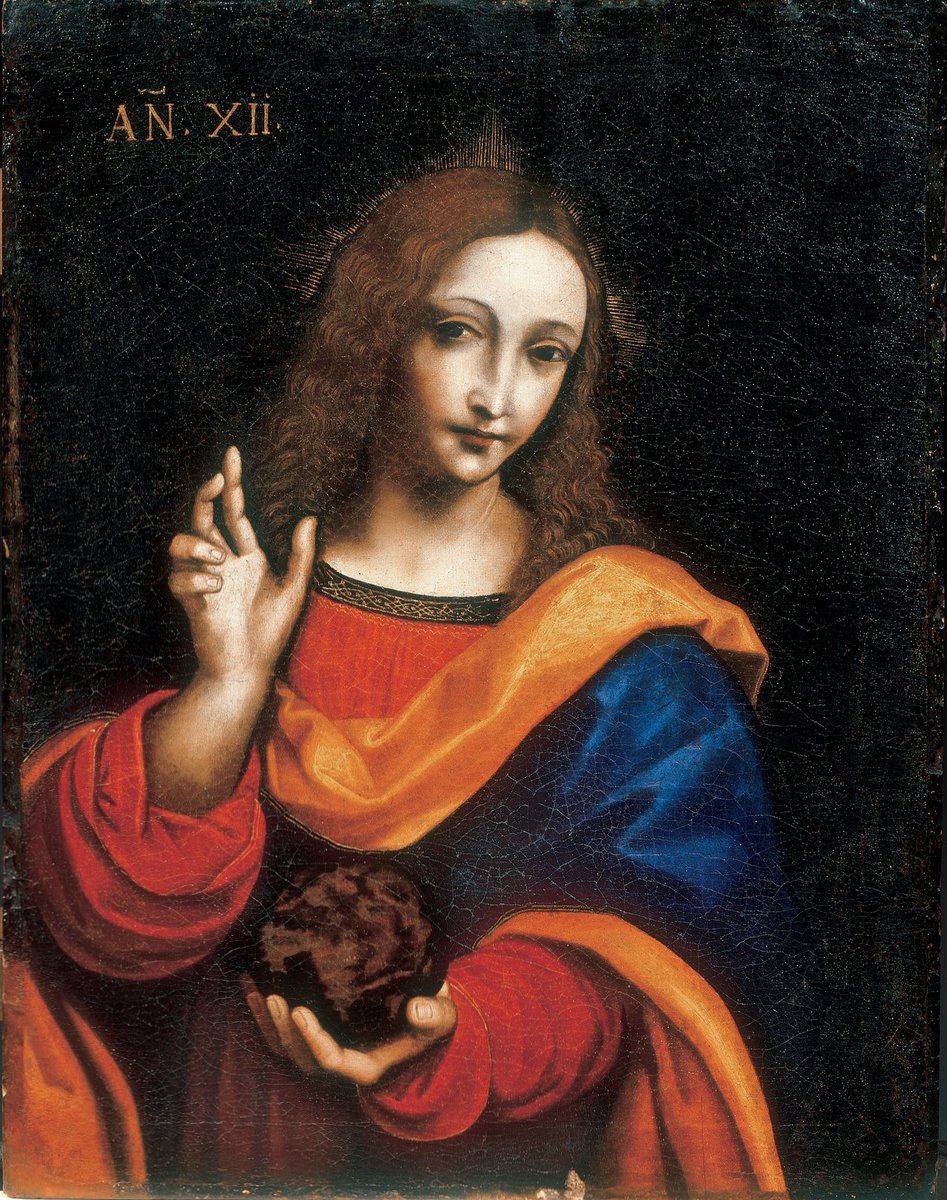
Gian Giacomo Caprotti, conocido como el Salaì, Cristo de joven como Salvator Mundi, Museo Ideale Leonardo da Vinci, Italia
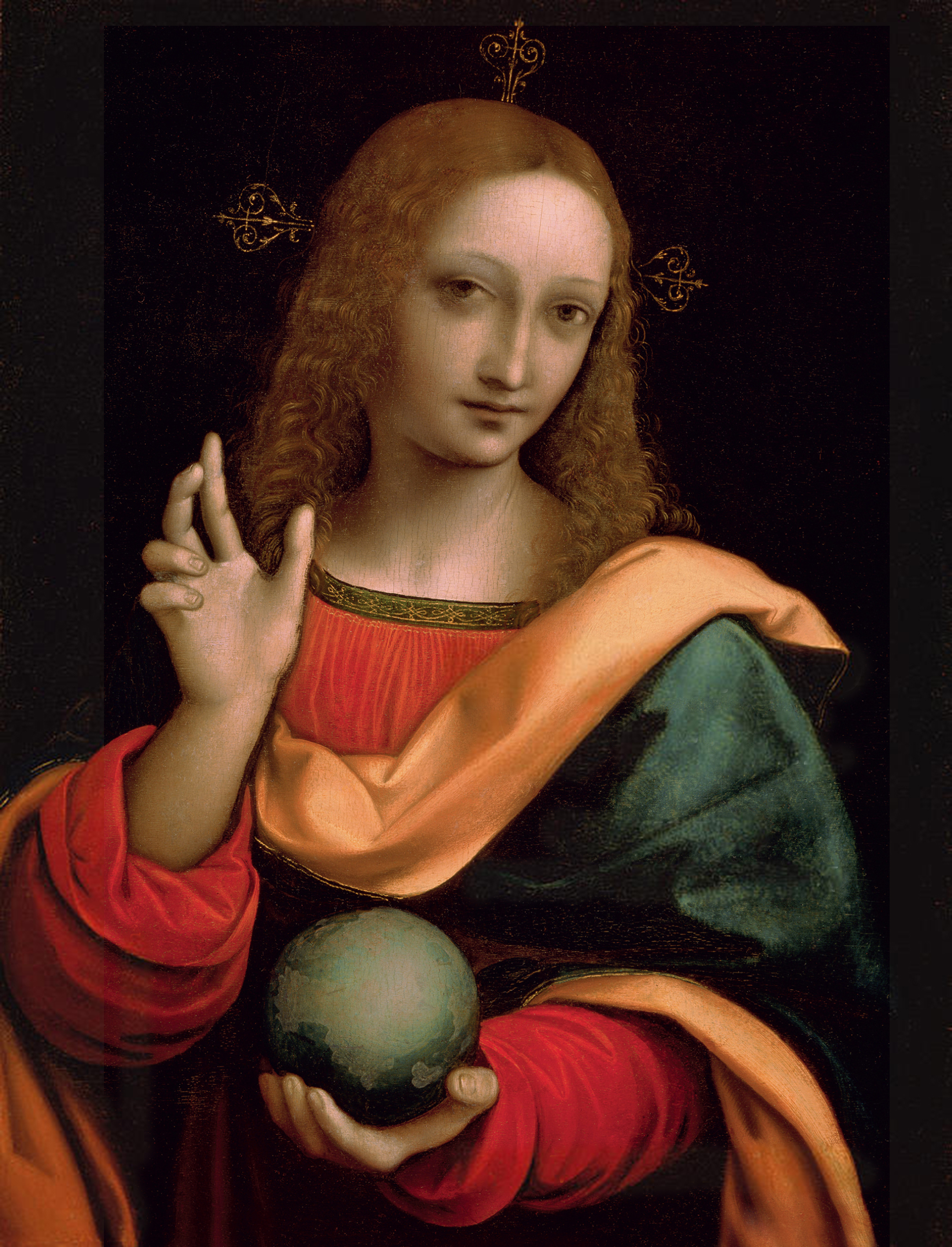
Versión de Giampietrino.
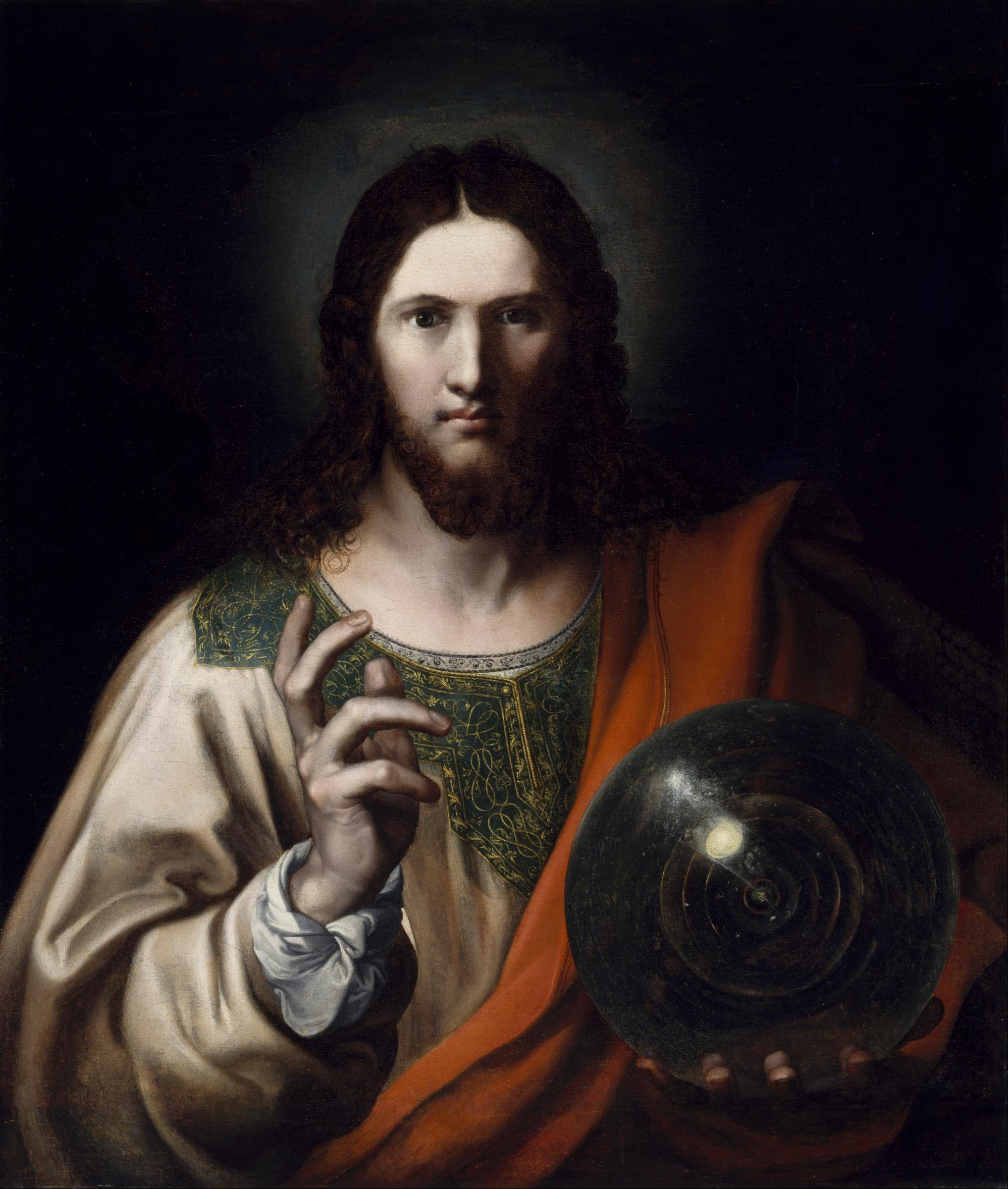
Artista anónimo flamenco (c. 1750-75), Museo de Bellas Artes de Houston, Houston
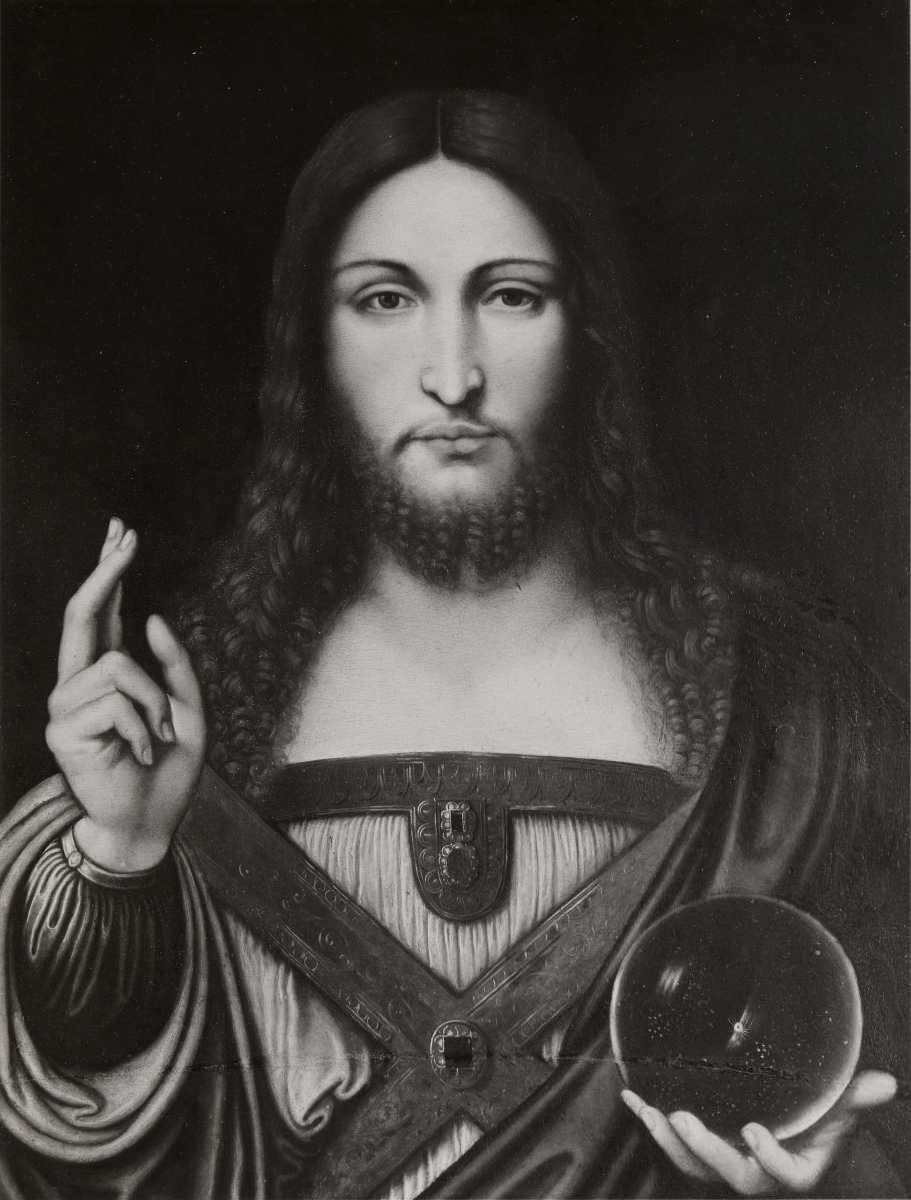
Anónimo, Salvator Mundi (Cristo Redentore benedicente), primera mitad del siglo XVI, Colección Worsey
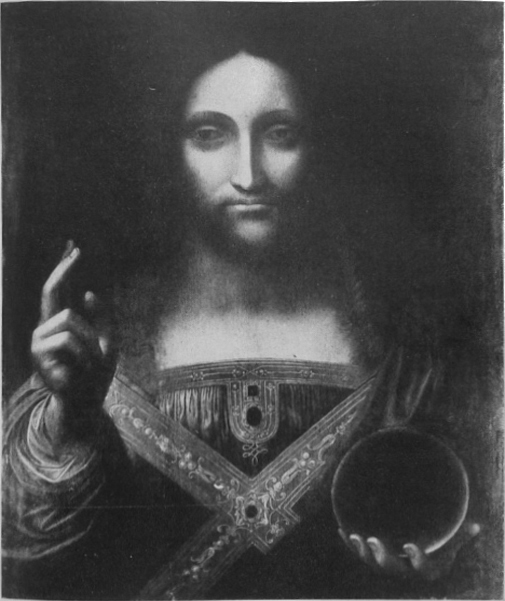
Anónimo, Salvator Mundi, Stark Collection, Zúrich
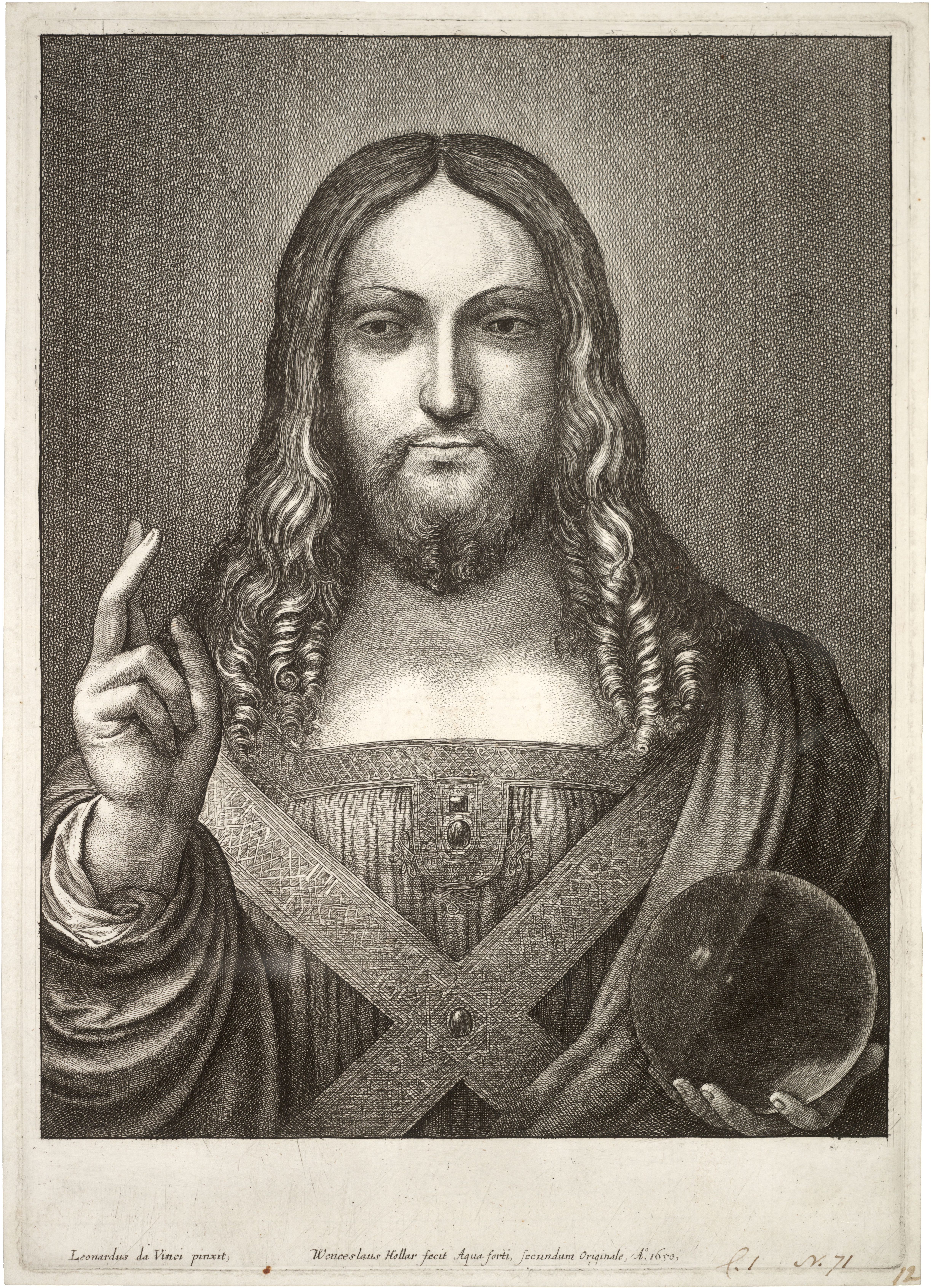
Václav Hollar, aguafuerte, con inscripción del artista en latín «Leonardus da Vinci pinxit», Biblioteca de libros raros Thomas Fisher, Toronto
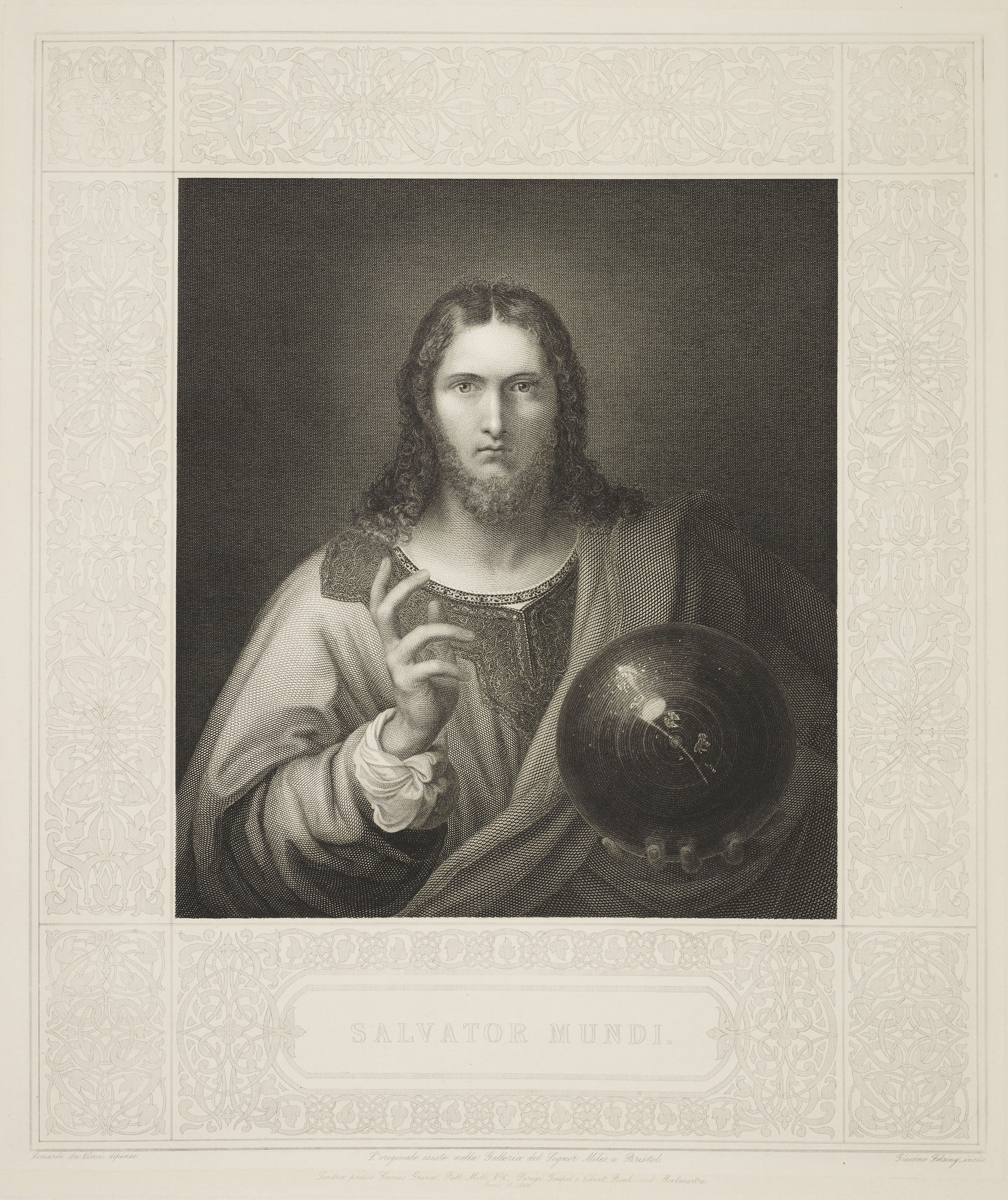
Después de Leonardo da Vinci, Salvator Mundi, grabado publicado el 18 de junio de 1844, Royal Collection